# Valeri Kitchine
Valeri Sergueïévitch Kitchine (en russe : Валерий Сергеевич Кичин) est un footballeur international kirghiz né le 12 octobre 1992 à Bichkek. Il évolue au poste de défenseur.
Il possède également la citoyenneté russe.

## Biographie

### Carrière en club
Valeri Kitchine commence sa carrière dans son pays natal le Kirghizistan, où il évolue successivement au Kambar-Ata Djalalabad puis au Abdish-Ata Kant avant de rejoindre en 2010 le Dordoi Bichkek avec qui il remporte le championnat national deux fois de suite en 2011 et 2012. Il est par la suite recruté en début d'année 2013 par le club russe du Volga Nijni Novgorod, avec qui il dispute trois rencontres de première division russe lors de la fin de la saison 2012-2013 tandis que l'équipe est finalement relégué. Il est prêté la saison suivante en deuxième division du Khimik Dzerjinsk puis du FK Oufa avant d'être recruté par l'Anji Makhatchkala pour l'exercice 2014-2015.
Après seulement une demi-saison avec l'Anji, qui le voit principalement faire des entrées en jeu en toute fin de rencontres, il est prêté à nouveau au FK Tioumen où il termine la saison. Racheté de manière définitive par cette dernière équipe, il y joue l'intégralité de la saison 2015-2016 avant de rejoindre à l'été 2016 le Ienisseï Krasnoïarsk. Passant trois saisons sous ces couleurs, il contribue notamment à la promotion de l'équipe en première division à l'issue de l'exercice 2017-2018 et dispute ainsi sa deuxième saison dans l'élite la saison suivante, disputant 26 rencontres pour deux buts marqués, le premier contre le Spartak Moscou le 8 octobre 2018 étant par ailleurs le premier but inscrit par un joueur kirghiz dans le championnat russe. Cela n'empêche cependant pas le Ienisseï de terminer finalement dernier du championnat et d'être relégué au terme de l'exercice. Il rejoint par la suite le Dinamo Minsk pour la deuxième partie du championnat biélorusse de 2019 avant de s'en aller au mois de février 2020. Il s'engage dans la foulée avec l'équipe du Torpedo Moscou pour la fin de saison 2019-2020, ne disputant que trois rencontres durant son passage en raison de l'arrêt anticipé de la compétition due à la pandémie de Covid-19 en Russie. Il fait par la suite son retour au Ienisseï Krasnoïarsk en juillet 2020.

### Carrière internationale
Valeri Kitchine est sélectionné pour la première fois avec le Kirghizistan le 23 juillet 2011 à l'occasion d'un match de qualification pour la Coupe du monde 2014 perdu 4-0 contre l'Ouzbékistan. Il prend par la suite part à l'AFC Challenge Cup de 2014 ainsi qu'à la Coupe d'Asie 2019 en tant que capitaine de la sélection qui atteint le stade des huitièmes de finale avant d'être éliminé par les Émirats arabes unis. Il est par ailleurs buteur à deux reprises, une fois en match amical contre le Kazakhstan le 30 août 2016 et une autre fois face à la Birmanie lors des éliminatoires de la Coupe du monde 2022 le 10 octobre 2019 à l'occasion d'une victoire 7-0.

## Statistiques
| Saison                | Club                    | Championnat           | Championnat | Championnat | Coupe(s) nationale(s) | Coupe(s) nationale(s) | Total | Total |
| Saison                | Club                    | Division              | M.          | B.          | M.                    | B.                    | M.    | B.    |
| 2012-2013             | Volga Nijni Novgorod    | D1                    | 3           | 0           | -                     | -                     | 3     | 0     |
| 2013-2014             | Khimik Dzerjinsk (prêt) | D2                    | 19          | 1           | 2                     | 0                     | 21    | 1     |
| 2013-2014             | FK Oufa (prêt)          | D2                    | 5           | 0           | -                     | -                     | 5     | 0     |
| 2014-2015             | Anji Makhatchkala       | D2                    | 12          | 0           | -                     | -                     | 12    | 0     |
| 2014-2015             | FK Tioumen (prêt)       | D2                    | 11          | 0           | -                     | -                     | 11    | 0     |
| 2015-2016             | FK Tioumen              | D2                    | 33          | 1           | 1                     | 0                     | 34    | 1     |
| 2016-2017             | Ienisseï Krasnoïarsk    | D2                    | 25          | 2           | 1                     | 0                     | 26    | 2     |
| 2017-2018             | Ienisseï Krasnoïarsk    | D2                    | 29          | 2           | -                     | -                     | 29    | 2     |
| 2018-2019             | Ienisseï Krasnoïarsk    | D1                    | 26          | 2           | 1                     | 0                     | 27    | 2     |
| 2019                  | Dinamo Minsk            | D1                    | 12          | 0           | -                     | -                     | 12    | 0     |
| 2019-2020             | Torpedo Moscou          | D2                    | 2           | 0           | 1                     | 0                     | 3     | 0     |
| 2020-2021             | Ienisseï Krasnoïarsk    | D2                    | 34          | 7           | 2                     | 0                     | 36    | 7     |
| 2021-2022             | Ienisseï Krasnoïarsk    | D2                    | 28          | 6           | 5                     | 1                     | 33    | 7     |
| Total sur la carrière | Total sur la carrière   | Total sur la carrière | 239         | 21          | 13                    | 1                     | 252   | 22    |

## Palmarès
Dordoi Bichkek
- Champion du Kirghizistan en 2011 et 2012.